# 史蒂文·蘭道爾·蘭迪·傑克遜
史蒂文·蘭道爾·“蘭迪”·傑克森（英語：Steven Randall "Randy" Jackson，1961年10月29日—），美国摇滚音乐歌手，傑克森五人組主唱之一，出生於印第安那州的蓋瑞市，幼年受母親凱瑟琳影響加入耶和華見證人教會。流行音樂之王麥可·傑克森的弟弟，在傑克森家族排行第八。

## 個人生活
1981年，蘭迪遭遇一場嚴重的車禍事故，導致他的音樂生涯一度中斷。蘭迪1989年與Eliza Shaffel結婚，女兒Steveanna於1991年出生，但他們不久就因為感情問題離婚了。之後蘭迪又結識了Alejandra Oaziaza，與其結婚生下了三個孩子。但好景不長，1994年他們也離婚了，後來Alejandra又嫁給了他的三哥傑曼，是傑曼的第二任妻子，並與其有兩個孩子。

## 音樂生涯
蘭迪並不是傑克森五人組樂團初創時的成員，因為他仅三岁。1971年，在他三歲時開始跟隨傑克森五人組的四個哥哥在電視節目中表演，但因年齡太小往往都是短暫亮相。在之後他學習了鋼琴，並開始與妹妹珍娜·傑克森一起在電視節目秀中演出。
蘭迪正式加入傑克森五人組是在1975年，傑克森五人組因合約問題從摩城唱片轉到艾佩可唱片旗下，他的一個哥哥傑曼選擇留在原唱片公司，因而退出樂隊，迫不得已由蘭迪代替了傑曼的位置。蘭迪不只是主唱之一，他還在樂隊中擔當了鍵盤手，吉他手，鼓手等。
在他的哥哥麥可·傑克森1979年發行的專輯Off the Wall與1982年發行的Thriller中，他亦參與了錄製以及背景和聲。1989年，他組建了自己的樂隊名為Randy & the Gypsys，但只發行過一張同名專輯。1998年他成立了自己的唱片公司Modern Records。

### 專輯
- （1978年）Randy Jackson（未發行）
- （1989年）Randy Jackson and the Gypsys

### 單曲
- （1978年）How Can I Be So Sure/Love Song for Kids（合唱：珍娜·傑克森）
- （1989年）Perpetrators
- （1989年）Love You Honey